# Nowoczesna Lewica
Nowoczesna Lewica (fr. La Gauche moderne, GM) – francuska socjaldemokratyczna partia polityczna, działająca od 2007.

## Historia
Klub Nowoczesnej Lewicy działał przy Partii Socjalistycznej od 2002. Jego założycielem był Jean-Marie Bockel, senator i były minister. Po wyborach prezydenckich i parlamentarnych w czerwcu 2007 przyjął propozycję objęcia stanowiska sekretarza stanu w drugim rządzie François Fillona.
Jesienią tego samego roku Jean-Marie Bockel po opuszczeniu PS ogłosił utworzenie partii politycznej pod nazwą Gauche moderne. Nowe ugrupowanie powstało jako formacja centrolewicowych stronników prezydenta Nicolasa Sarkozy’ego. Przystąpiło do niej m.in. dwóch kolejnych senatorów (z których jeden rok później bez powodzenia ubiegał się o reelekcję). W wyborach samorządowych w 2008 socjaldemokraci uzyskali około 40 mandatów radnych.
Przed wyborami do PE w 2009 Nowoczesna Lewica podpisała porozumienie wyborcze z Unią na rzecz Ruchu Ludowego, w wyborach uzyskała z wspólnej listy dwa mandaty, które objęli Marielle Gallo i Michèle Striffler. W 2011 partia weszła w skład nowej centrowej koalicji pod nazwą Sojusz Republikański, Ekologiczny i Społeczny, a w 2012 przystąpiła do federacyjnej Unii Demokratów i Niezależnych.
Jean-Marie Bockel kierował partią do 2017; formacja nie prowadziła następnie aktywnej działalności.